# Problepsis ochripicta
Problepsis ochripicta är en fjärilsart som beskrevs av W. Warren 1901. Problepsis ochripicta ingår i släktet Problepsis och familjen mätare. Inga underarter finns listade i Catalogue of Life.